# Бенефіс Раїси Кириченко
Бенефіс Раїси Кириченко — сольний концерт Раїси Кириченко у Полтаві.

## Історія
Концерт відбувся 22 березня 1993 року у Полтавському театрі імені Миколи Гоголя.
З вітальним словом виступили заступник голови Глобинського району, директор Полтавського міського центру культури, представники Українського народного хору Палацу культури Кременчуцького автомобільного заводу, представники Черкаської філармоної, Чернігівської філармонії, автори пісень.
Раїса Кириченко виступала у супроводі Миколи Кириченка, ансамблю «Чураївна» та гурту «Краяни» (виконали також кілька пісень сольно).